# Дионисиатска кула
Дионисиатската кула (на гръцки: Πύργος Μονής Διονυσίου) е отбранително съоръжение, разположено на полуостров Света гора, Халкидики, Гърция.

## Местоположение
Кулата е част от северната стена на манастира.

## История
Кулата е построена около 1520 година от княза на Влашко Нягое I Басараб. Тя е изградена върху основите на по-старата кула, строена около 1364 година.
В 1995 година кулата претърпява обширни реставрационни работи, главно в интериора. Всички етажи на кулата са превърнати в библиотека-трезор за икони.

## Описание
Кулата има квадратна форма и е една от най-високите в Света гора с височина около 20 m, а заедно с бойниците - 23 m. Ширината на всяка страна е 6 m. Сегашната сграда има минимални промени в сравнение с оригиналната. На южното фасада, на височината на последния етаж, има керамичен монограм на манастира - гръцката буква „Π“, тоест Πρόδρομος, „Предтеча“. На височината на второто ниво има мраморна плоча с красив византийски маюскул:
| „ | Άνηγέρθη έκ βάθρων ό πύργος ούτος διά συνδρομής καί εξόδου του ενδοξότατου Νεάγκου Βοεβόδα αύθέντου της Βλαχίας έν έτει ΖΚΗ Издигна се от основи тази кула с помощта и разходите на Нягое Войвода Влашки в годината 1520. | “ |

До пет метра височина от земята кулата няма никакво обитаемо пространство, освен малък резервоар. Нагоре от петия метър се издигат четири етажа. Всяка страна, с изключение на северната, има по 4 ниши с ширина 1,10 m и дълбочина 0,5 m. Дебелината на външната зидария е 2 m в основата си и 0,90 m на върха. Градежът на стените е с камъни и варов хоросан. Н края на кулата, където сводестото стълбище води към площадката, периметърната зидария е оформена в бойници с малки вътрешни вдлъбнатини и наклонен венец.
Входът към кулата днес се осъществява от главната зала на манастира през малко преддверие, разположено от западната страна на първия етаж. Вратата е тежка метална и се заключва отвътре с желязно резе.